# 大樹のうた
『大樹のうた』（ベンガル語: অপুর সংসার IPA: [Apura sansāra]、ラテン文字表記: Apur Sansar）は、サタジット・レイ監督による1959年のインド映画であり、ベンガル語の映画。
原作はビブティブション・ボンドパッダエの小説。オプー三部作の最終章。

## 出演
- オプー：ショウミットロ・チャタルジー
- オプルナ：シャルミラ・タゴール
- プルー：スワパン・ムカージ
- カジュル：アロク・チャクラバルティ